# Перелески (Белгородская область)
Перелески, ранее Сви́но-Погоре́ловка — хутор в Прохоровском районе Белгородской области России. В составе Журавского сельского поселения. Ближайшая ж.д. станция - Ельниково (Белгородская область).

## История
Деревня Свино-Погореловка основана в 1840-е годы, как отселок слободы Погореловки. 
В мае-июле 1943 года, перед и во время Курской битвы, на построенном весной 1943 советском военном аэродроме в Свино-Погореловке базировался 438-й иап 205-й иад 5-го иак 2-й воздушной армии СССР (командующий - генерал авиации Степан Красовский). Строительство аэродрома осуществили 5-я инженерно-минная бригада РГК (командир - подполковник В. Н. Столяров), маскировочная служба аэродромов 2-й ВА (начальник - майор В. И. Лукьянов) и мобилизованные местные жители (всего в Прохороском районе на строительство восьми аэродромов весной 1943 года было мобилизовано 1015 человек).
После ВОВ аэродром был распахан. В лесу между Свино-Погореловкой и станцией Ельниково сохранились десять капониров данного аэродрома (два в хорошем состоянии), расположенные на одинаковом расстоянии друг от друга.
В 1968 году Указом Президиума ВС РСФСР деревня Свинопогореловка переименована в Перелески.

## Население
| 2002 | 2010 |
| ---- | ---- |
| 56   | ↗70  |